# Boda göl
Boda göl är en sjö i Hultsfreds kommun i Småland och ingår i Emåns huvudavrinningsområde.